# Asyneuma
Asyneuma es un género de plantas  perteneciente a la familia Campanulaceae.   Es originario desde el centro de Europa hasta Japón e Indochina. Comprende 83 especies descritas y de estas, solo 33 aceptadas.

## Descripción
Son  plantas perennes o monocárpicas, herbáceas, con un rizoma o raíz tuberosa. Hojas caulinares y radicales. Las hojas caulinares alternas, sésiles a poco pecioladas. Flores en racimos espigados, con 5 sépalos, unidos en la base. Corola con 5 lóbulos, dividido casi a la base, los segmentos lineales. 5 estambres libres.  Los estigmas 2 o 3. Fruto capsular, dehiscente.

## Taxonomía
El género fue descrito por Griseb. & Schenk y publicado en Archiv für Naturgeschichte 18(1): 335. 1852. La especie tipo es: Asyneuma canescens (Waldst.) Griseb. & Schenk. 

## Especies seleccionadas
- Asyneuma amanum Rech.f.
- Asyneuma amplexicaule Hand.-Mazz.
- Asyneuma anhuiense B.A.Shen
- Asyneuma anthericoides Bornm.
- Asyneuma argutum Bornm.